# Stowarzyszenie Przyjaciół Floty Powietrznej
Stowarzyszenie Przyjaciół Floty Powietrznej (Obszczestwo Druziej Wozdusznowo Flota, ODWF) – pierwsza lotnicza organizacja masowa w Związku Radzieckim.
Stowarzyszenie to zostało utworzone 8 marca 1923 w Moskwie. Do końca 1923 liczyło 580 000 członków.
W 1925 z połączenia Stowarzyszenia Przyjaciół Floty Powietrznej (ODWF) i Stowarzyszenia Przyjaciół Przemysłu Chemicznego (Dobrochim) utworzono nowe Stowarzyszenie: Awiachim.

## Oddziały
- Oddział Białoruski – w Mińsku
- Oddział na Dalekim Wschodzie – w Czycie
- Oddział Północno-Zachodni – w Leningradzie
- Oddział Syberyjski – w Nowo-Mikołajewsku
- Oddział Ukraiński – w Charkowie